# Врховни суд (Монако)
Врховни суд (фр. Tribunal suprême) је највиши апелациони суд у Монаку и контролише уставност закона. Састоји се из пет чланова и двојице помоћних судија. Њих именује кнез Монака на предлог Националног савјета и других управних органа.
Врховни суд је формиран 1962. године када је донесен Устав Кнежевине Монако који је гарантовао основне слободе.